# Cadaver (computerspel)
Cadaver is een computerspel dat werd ontwikkeld door The Bitmap Brothers en uitgegeven door Image Works. Het spel werd in 1990 uitgebracht voor Commodore Amiga en Atari ST. Een jaar later kwam een versie uit voor DOS om vervolgens voor de Acorn Archimedes te worden gepoort. 
De speler speelt de dwerg Karadoc in Castle Wulf. Het spel begint als Karadoc per boot via het riool aankomt in de kelder van het kasteel. De speler dient de dwerg te leiden via de kerkers, koninklijke vertrekken tot aan de torens waar hij eindelijk wordt geconfronteerd met de baas van Diano Marina. 
Het kasteel is gevuld met dodelijke vallen, raadsels en monsters. Een groot deel van het spel bestaat uit het oplossen van puzzels. Vaak moeten spreuken worden toegepast om monsters te bestrijden. Het speelveld wordt isometrisch weergegeven. Het spel kan bestuurd worden met de joystick en het toetsenbord.

## Platforms
| Jaar | Platform        |
| ---- | --------------- |
| 1990 | Amiga, Atari ST |
| 1991 | DOS             |

## Ontvangst
Het spel kreeg zeer goede recensies en was voor zijn tijd technisch en grafisch vooruitstrevend:
| Beoordeeld door                | Platform | Datum         | Score |
| ------------------------------ | -------- | ------------- | ----- |
| Computer and Video Games (CVG) | Atari ST | oktober 1990  | 95%   |
| Amiga Joker                    | Amiga    | november 1990 | 91%   |
| Atari ST User                  | Atari ST | augustus 1994 | 91%   |
| Atari ST User                  | Atari ST | november 1990 | 90%   |
| The One                        | Atari ST | oktober 1990  | 90%   |
| Jeuxvideo.com                  | Atari ST | 23 maart 2011 | 90%   |
| Power Play                     | Amiga    | januari 1991  | 86%   |
| Zzap!                          | Amiga    | november 1990 | 86%   |
| Power Play                     | Atari ST | oktober 1990  | 86%   |
| Power Play                     | DOS      | juli 1992     | 85%   |

Volgens de officiële website kreeg het de volgende onderscheidingen:
- Golden Chalice 1990 Adventure Game of the Year
- Generation 4 1990 Best Foreign Adventure
- Golden Chalice Adventure Game of the Year